# Гращенко, Виктор Иванович
Виктор Иванович Гращенко (род. 21 октября 1939) — советский футболист, полузащитник, нападающий.
Начинал играть в 1958 году в команде «Балтика» Калининград. В 1959—1960 годах выступал за команды КФК «Управление экспедиционного лова» Калининград и «Торпедо» Минск. В 1961 году провёл два матча в чемипонате СССР за «Беларусь» Минск. В 1962 — начале 1964 года играл за «Балтику», в июле 1964 провёл два матча в чемпионате за «Волгу» Горький. В дальнейшем выступал за «Балтику» (1965—1966), «Сатурн» Рыбинск (1967), «Волгу» Ульяновск (1967), «Металлург» Череповец (1968), «Зенит» Ижевск (1968), «Химик» Березники (1970), «Алатау» Джамбул (1971).